# Рађев камен
Рађев камен на благо заталасаној висоравни Рађевом пољу, велики је бели обелиск посвећен војводи Рађу. Налази се на тромеђи Равнаје, Беле Цркве и Мојковића, на територији општине Крупањ.

## Легенда и веровање
По легенди војвода Рађ је био један од седам витезова кнеза Лазара, који је боравио ту са својом војском и по коме је висораван добила име Рађево поље, а цела област добила име – Рађевина. Споменик је подигла његова девојка Анђелија од камена из Радаља.
Близу камена налази се три бреста и око њих мноштво старих гробова. Народ верује да нико на сме откинути гранчицу са ових брестова, јер кажу да би сваки умро ко би то урадио. Венцем Рађева поља има узвишених места која се зову „анте”, „громиле” или „бобије”, то су гробови, где су сахрањивани људи у старо време.
На Рађевом пољу, код камена у ранијим временима, одржавало се „коло”, традиционални сеоски вашар на коме се окупљало становништво околних села. 
Археолози су пронашли остатке костију и накита из древних времена што доказује насељеност локалитета још у то доба.